# Portada/article agost 7

## Cervesa
La cervesa (del gaèlic cerevĭsĭa del mateix significat) és una beguda alcohòlica, no destil·lada, de sabor més o menys amarg. Es fabrica amb grans d'ordi o altres cereals el midó dels quals, una vegada modificat, és fermentat en aigua i aromatitzat principalment amb llúpol.
Per extensió, la cervesa és qualsevol beguda alcohòlica produïda per fermentació de cereals. És probablement la beguda alcohòlica més consumida i la més antiga, i és la tercera beguda més popular en general després de l'aigua i el te.